# 24922 Bechtel
24922 Bechtel este un asteroid din centura principală de asteroizi.

## Descriere
24922 Bechtel este un asteroid din centura principală de asteroizi. A fost descoperit pe 4 martie 1997 la Socorro, New Mexico, în cadrul proiectului LINEAR. Asteroidul prezintă o orbită caracterizată de o semiaxă mare de 2,25 ua, o excentricitate de 0,19 și o înclinație de 5,5° în raport cu ecliptica.